# Pontarrón de los Garabíos
El Pontarrón de los Garabíos es un pequeño puente de origen romano, ubicado sobre el río Alburrel en el municipio español de Valencia de Alcántara, en la provincia de Cáceres.
Se ubica unos 6 kilómetros al norte de la villa capital del municipio, en el paraje denominado "Garabíos", "Vado del Gorrión" y "Gorrón Blanco". El puente, que ha tenido modificaciones con el tiempo, presenta un buen estado de conservación. Durante el dominio de la Orden de Alcántara, se utilizaba este puente para unir Valencia de Alcántara con el puente romano de Alcántara, pero actualmente el río se cruza en un nuevo puente que forma parte de la carretera nacional N-521. En 2018, la Junta de Extremadura incluyó este puente en el Inventario de Patrimonio Histórico y Cultural de Extremadura.

## Historia
El Pontarrón de los Garabíos se encuentra vinculado con el puente romano de Alcántara, por su situación dentro de una antigua vía romana y su posterior pertenencia a la Orden de Alcántara. Con el paso del tiempo, el Pontarrón favoreció no solo el tránsito hacia el puente romano de Alcántara, sino hacia los diferentes pueblos cercanos, como Santiago de Alcántara, Herrera de Alcántara, Cedillo, etc. El puente tiene planta recta y está constituido por dos arcos de medio punto de iguales luces, habiendo entre ellos rasante horizontal. En ambos lados se accede por rampas de reducida pendiente. Esto ha llevado a identificarlo como un puente con características romanas, por su estructura, tamaño y ubicación en una vía romana, lo cual se refuerza por la anchura de las bóvedas de 4,50 m, a lo que corresponderían 15 pies romanos, y por la presencia de algunos sillares almohadillados. Pese a todos los indicadores de su origen romano, las numerosas marcas en su cantería indican una remodelación en la Edad Media. Debajo de la bóveda septentrional se halla grabada en un sillar la cruz de la Orden de Alcántara, con otras muchas marcas de cantero.

## Descripción
Toda la estructura es de granito, con algunos sillares almohadillados y cimentado directamente sobre la roca del río. Con un ancho de 3,50 m, la plataforma ha perdido su pavimento, la vegetación sobre ella es abundante y es visible el trasdós de ambas bóvedas en la clave y el relleno de los tímpanos. Tampoco queda ya la mayor parte de los pretiles, aunque se pueden ver algunos bloques apilados por el suelo.
Cada una de las dos bóvedas gemelas tiene una anchura de 4,50 m, unos 15 pies romanos, y una luz de 8,30 m, unos 28 pies romanos. Los muros de los estribos son rectos. La única pila mide 2,8 m de ancho y su tajamar tiene planta triangular al este. Dicho tajamar tiene un pequeño "sombrerete" con forma de pirámide, que probablemente sea un añadido ornamental al no coincidir con la superficie horizontal típica de los tajamares romanos. Sin embargo, el tajamar sí fue construido al mismo tiempo que la pila, ya que algunos sillares son irregulares para formar el jarjamento entre la pila y el tajamar. Los tímpanos carecen de desagües y, debido a la forma en V del valle, son triangulares.